# Кавкасидзевы
Кавкасидзевы — княжеский род, грузинского происхождения.
Ефрем Кавкасидзев выехал в Россию в свите грузинского царя Бакара Вахтанговича (1724), который поступил в русскую службу (1741). Род князей Кавкасидзевых внесён в V часть родословной книги Черниговской губернии.
Высочайше утверждённым (31 мая 1894) мнением Государственного совета роду Кавкасидзевых предоставлен издревле носимый ими княжеский титул.
Среди Кавкасидзевых известен Владимир Семёнович, собиратель архивных материалов по истории Петра I. Именно Владимир Семёнович ввёл в научный оборот Письмо Румянцева Титову, которое в настоящее время расценивается, как подделка.